# Zsolt Szádoszki
Zsolt Szádoszki, född 1974, är en ungersk kanotist.
Han tog bland annat VM-silver i K-4 500 meter i samband med sprintvärldsmästerskapen i kanotsport 1998 i Szeged.